# Młynówka (wzniesienie)
Młynówka – pagórek na wyspie Wolin, oddalony od centrum miasta Wolina o ok. 1 km w kierunku północnym. Archeolodzy odkryli tu cmentarzysko birytualne z IX– XII wieku z bogato wyposażonymi grobami m.in. w inwentarzu znajdowały się  paciorki i inne ozdoby, naczynia ceramiczne i nieceramiczne (misa wykonana z brązu), tzw. pisanka, lunula. Wśród grobów ciałopalnych można wymienić takie typy jak: jamowe, popielnicowe i typu Alt Käbelich (nie zawierały urn).